# TSB Ec 3/5
Die E 3/5 war eine Personenzug-Tenderlokomotivreihe der Thunerseebahn (TSB). Die Lokomotiven verkehrten ursprünglich auch auf der Gürbetalbahn (GTB) und der Erlenbach-Zweisimmen-Bahn (EZB), und später auch auf der Spiez-Erlenbach-Bahn (SEB), also auf Bahnen die alle später in der BLS Lötschbergbahn aufgingen, und somit jetzt Strecken der jetzigen BLS AG sind.

## Allgemeines
Die TSB beschaffte zusammen mit den anderen Berner Bahnen, insgesamt sechs Lokomotiven dieser Reihe zur Rationalisierung des Betriebes. Sie wurden untereinander freizügig eingesetzt. So konnte der Vorspanndienst eingeschränkt und das Wenden der Lokomotiven in den Endbahnhöfen vermieden werden.
Die von der Schweizerischen Lokomotivfabrik Winterthur (SLM) gelieferten Maschinen, kosteten zwischen 56'200.- und 63'000.- Schweizer Franken.
Nachdem die TSB 1920 elektrifiziert worden war, wurden die Maschinen auf der Bern-Neuenburg-Bahn (BN) eingesetzt. Als 1921/22 auch auf der BN der Dampfbetrieb endete, wurden die sechs Maschinen an die BBÖ nach Österreich verkauft.
Die BBÖ reihte sie als Reihe 130 ein und setzte sie im Verschub (Rangierdienst) ein. Als 1928/29 durch die Inbetriebnahme der Reihe 478 genügend leistungsfähige Verschublokomotiven zur Verfügung standen, schied die BBÖ vier Maschinen der 130er aus und verkaufte zwei Exemplare (130.04 ex GTB 44 und 130.03 ex GTB 43) an die Steiermärkischen Landesbahnen (StLB). Die StLB behielt die Bezeichnung der Lokomotiven bei und schied sie erst 1957 und 1965 aus ihrem Bestand.

## Technisches
Es handelt sich hier um eine Zweizylinder-Tenderdampflokomotive des Typs Prairie, also einer beweglichen, vorlaufenden Laufachse, drei Triebachsen und einer beweglichen, nachlaufenden Laufachse mit der Achsfolge 1'C1'.
Sie besitzen einen Triebraddurchmesser von 1320 mm und sind für 65 km/h zugelassen. Das Fahrwerk ist in einem 25 mm dicken Blechinnenrahmen eingebaut. Die vordere Laufachse ist mit einem Bissel-Deichselgestell, während die hintere mit Adams-Radialgestell ausgerüstet ist.
Die ersten drei Lokomotiven, konnten 7 m³ Wasser und 1,5 Tonnen Kohle mitführen. Bei den letzten drei wurde das Verhältnis zugunsten des Wasservorrates auf 8 m³ und 0,7 t geändert.
Der Kessel war für einen Betriebsdruck von 12 bar ausgelegt und trug einen Dampfdom mit eingebauten Flachschiebern. Die Rostfläche beträgt 1,7 m², die Heizfläche der Feuerbüchse beträgt 7,6 m², womit die gesamte Heizfläche 113,1 m² beträgt. Es sind insgesamt 196 Siederohre mit einer Länge von je 3800 mm verbaut. Der Durchmesser der Zylinder beträgt 440 mm und der Kolbenhub 600 mm. Das Außentriebwerk mit mittlerer Triebachse wird mit einer Steuerung nach Bauart Walschaerts angesteuert.
Sie waren mit einer rückwärtigen Stellvorrichtung versehen, ebenfalls sind Bremsventile und Manometer doppelt vorhanden, während der Geschwindigkeitsmesser des Typs Hausshälter-Hasler über einen Spiegel betrachtet werden musste.
Die Bremsanlage besteht aus einer Handspindelbremse sowie einer automatischen Westinghousebremse, welche einseitig auf alle Räder wirkt. Es ist eine Handsandeinrichtung (Schwerkraft) für die Triebachsen eingebaut. Die Tragfedern sind bei den gekuppelten Achsen unter den Achsen, bei den Laufachsen über den Achsen angeordnet. Die Ausgleichshebel befinden sich zwischen der 1. und 2., 2. und 3. sowie 4. und 5. Achse.
| Nummer | Verwaltung | BBÖ Nummer | StmLB  | Hersteller | Fabrik- nummer | Baujahr | Kauf      | Ausrangierung | Verbleib | Bemerkungen                         |
| ------ | ---------- | ---------- | ------ | ---------- | -------------- | ------- | --------- | ------------- | -------- | ----------------------------------- |
| 41     | TSB        | 130.01     | -      | SLM        | 1667           | 1905    | 1921      | 1928          | Abbruch  |                                     |
| 42     | TSB        | 130.02     | -      | SLM        | 1668           | 1905    | 1921      | 1928          | Abbruch  | von 1916 bis 1921 im Besitz der SEB |
| 43     | GTB        | 130.03     | 130.03 | SLM        | 1669           | 1905    | 1922/1929 | 1965          | Abbruch  |                                     |
| 44     | GTB        | 130.04     | 130.04 | SLM        | 1828           | 1907    | 1922/1928 | 1957          | Abbruch  |                                     |
| 45     | EZB        | 130.05     | -      | SLM        | 1829           | 1907    | 1922      | 1928          | Abbruch  |                                     |
| 46     | EZB        | 130.06     | -      | SLM        | 1830           | 1907    | 1922      | 1929          | Abbruch  |                                     |